# Neftegorsk (Oblast' di Samara)
Neftegorsk è una città della Russia europea sudorientale (oblast' di Samara). Appartiene amministrativamente al rajon Neftegorskij, del quale è il capoluogo.
Sorge nella parte sudorientale della oblast', un centinaio circa di chilometri a sudest del capoluogo Samara, a breve distanza dall'arteria stradale che collega Samara e Orenburg.
La cittadina ha un'economia prevalentemente industriale, basata sull'estrazione di petrolio e gas naturale e sulla piccola industria (calzaturiera, alimentare).